# Synallaxis scutata
El pijuí canela (en Argentina y Paraguay) (Synallaxis scutata), también denominado pijuí anaranjado, pijuí ocráceo (en Argentina) o cola-espina de mejilla ocrácea (en Perú), es una especie de ave paseriforme de la familia Furnariidae perteneciente al numeroso género Synallaxis. Es nativa del centro de América del Sur. 

## Distribución y hábitat
Se distribuye desde el noreste, este y centro de Brasil, por el este, centro y sur de Bolivia, extremo oeste de Paraguay, hasta el noroeste de Argentina. Existe una población aislada en una pequeña región del sureste de Perú y noroeste de Bolivia.
Esta especie es considerada poco común y bastante local en sus hábitats naturales: el sotobosque de bosques caducifolios y los bordes de selvas más húmedas, hasta los 1700 m de altitud, en Bolivia.

## Sistemática

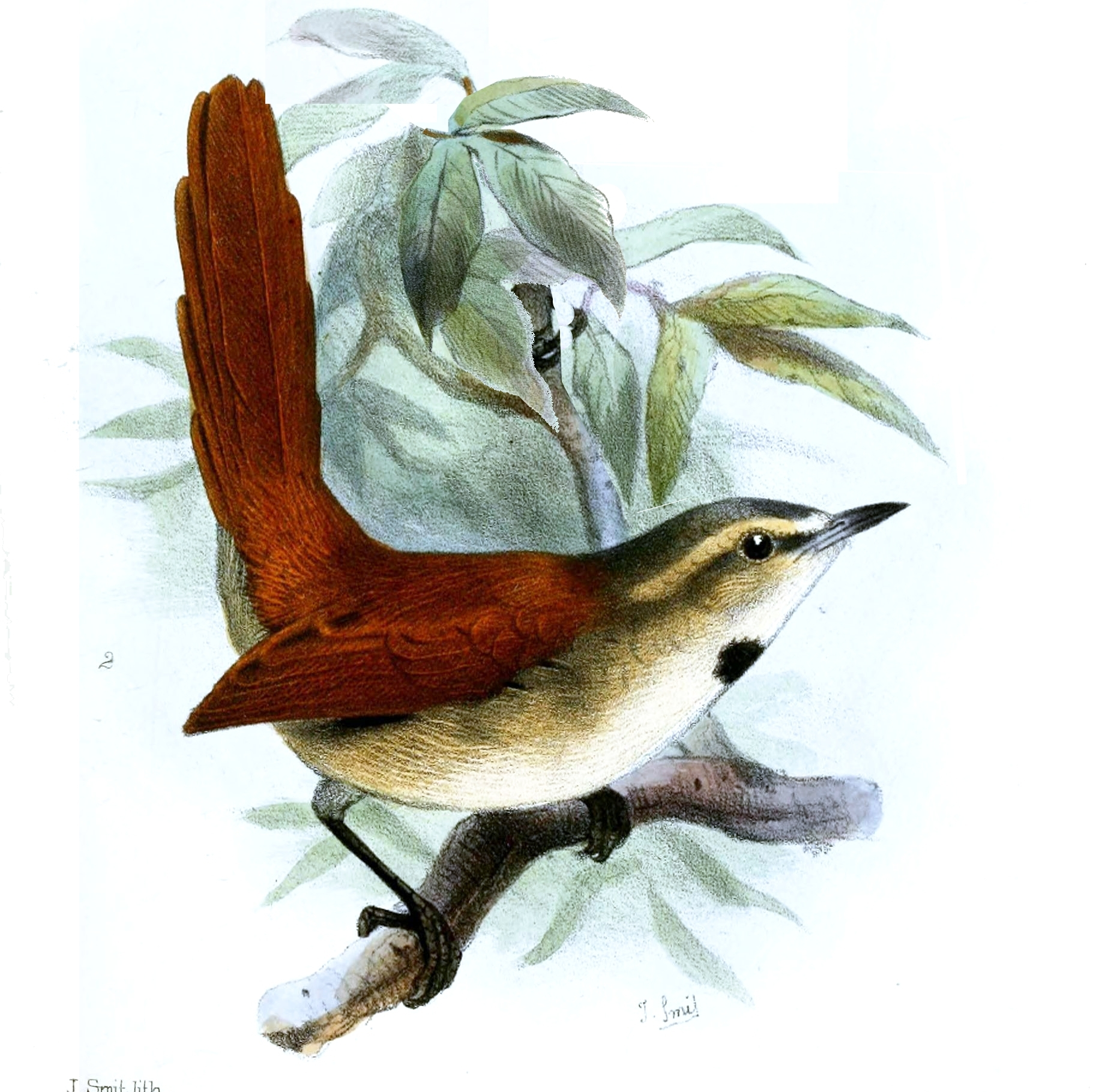
Synallaxis scutata, ilustración de Smit en Proceedings of the Zoological Society of London, 1874.

### Descripción original
La especie S. scutata fue descrita originalmente por el zoólogo británico Philip Lutley Sclater en el año 1859, bajo el mismo nombre científico. Su localidad tipo es: «Bahía, Brasil».

### Etimología
El nombre genérico femenino «Synallaxis» puede derivar del griego «συναλλαξις sunallaxis, συναλλαξεως sunallaxeōs»: intercambio; tal vez porque el creador del género, Vieillot, pensó que dos ejemplares de características semejantes del género podrían ser macho y hembra de la misma especie, o entonces, en alusión a las características diferentes que garantizan la separación genérica; una acepción diferente sería que deriva del nombre griego «Synalasis», una de las ninfas griegas Ionides. El nombre de la especie «scutata», proviene del latín «scutatus»: armado con un escudo, en relación con la mancha oscura de la garganta.

### Taxonomía

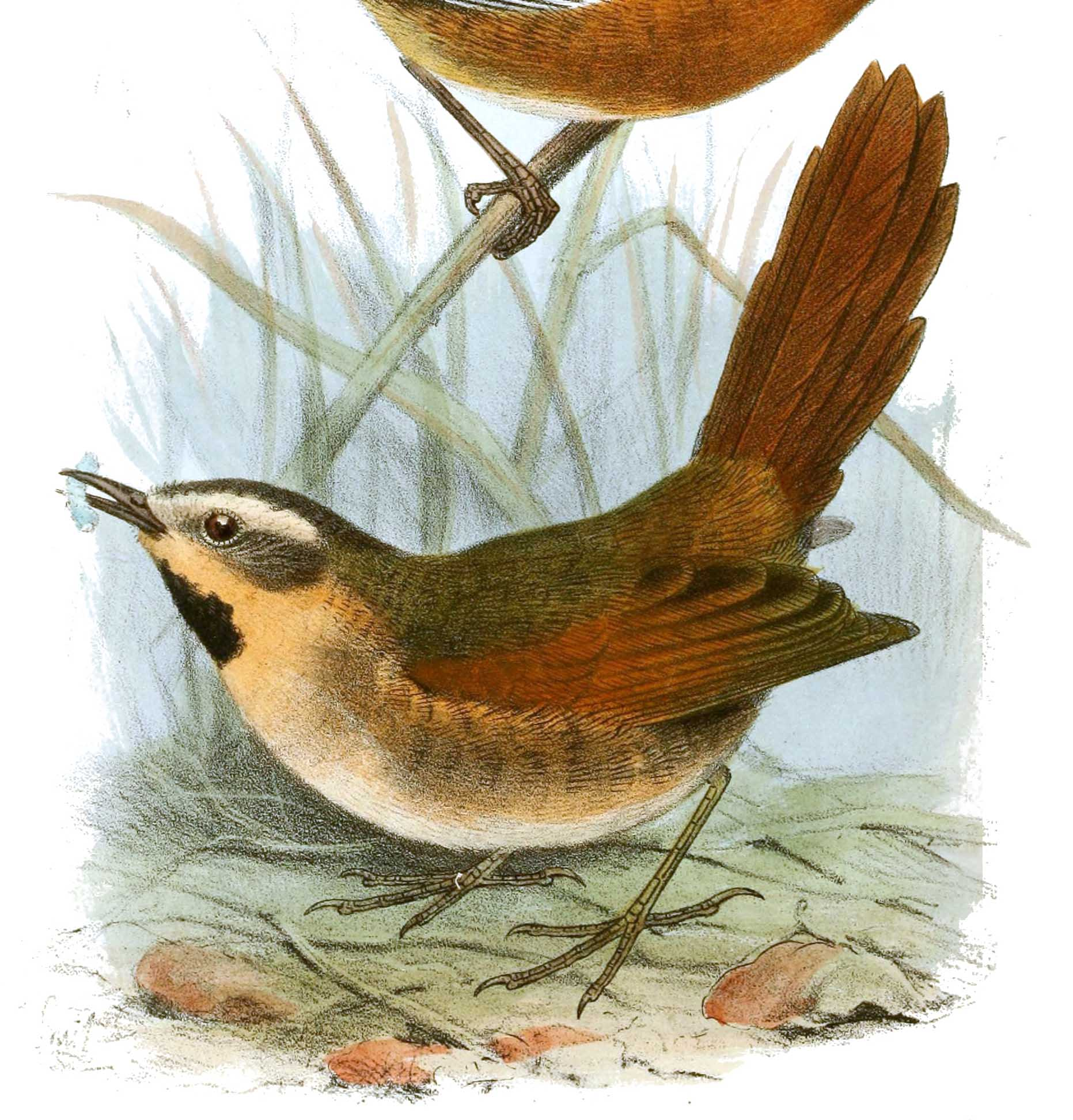
Synallaxis whittii = Synallaxis scutata whittii, ilustración de Smit en The Ibis, 1881.

A la presente especie, junto a Synallaxis candei y S. kollari, se propuso agruparlos en un género propio: Poecilurus, pero no poseen diferencias genéricas diagnosticables. Los datos genético-moleculares indican que esta especie es hermana de Synallaxis cinerascens. La subespecie S. c. whitii es más oscura, pero puede ser una variación clinal desde el noreste al sudoeste. Las poblaciones recientemente descubiertas en el sureste de Perú y noroeste de Bolivia, se incluyen en whitii, pero pueden representar un taxón no descrito. La subespecie propuesta neglecta (de Ceará, Brasil), supuestamente de rufo más pálido por arriba y más blanca por abajo, se considera indistinguible de la nominal. Las clasificaciones Aves del Mundo (HBW) y del Congreso Ornitológico Internacional (IOC) también consideran como indistinguible a la subespecie teretiala (de la Serra dos Carajás, en el sur de Pará), descrita a partir de tres especímenes como menor y más blanca por abajo que la nominal.

### Subespecies
Según la clasificación Clements Checklist/eBird v.2019 se reconocen tres subespecies, con su correspondiente distribución geográfica:
- Synallaxis scutata scutata P.L. Sclater, 1859 – este y centro de Brasil (sur de Pará y Maranhão hacia el este hasta Ceará y Bahia, al sur hasta el norte de Mato Grosso, sur de Minas Gerais y norte de São Paulo).
- Synallaxis scutata teretiala Oren, 1985 – Serra dos Carajás, en el sur de Pará.
- Synallaxis scutata whitii P.L. Sclater, 1881 – sur de Brasil (sur de Mato Grosso), sureste de Bolivia (Santa Cruz, Chuquisaca, Tarija), extremo noroeste de Paraguay y noroeste de Argentina (Jujuy y Salta, posiblemente también en el oeste de Formosa, al sur hasta Catamarca); tal vez esta subespecie en el sureste de Perú (Puno) y noroeste de Bolivia (La Paz).